# 蘇恩·伯格斯特龍
卡尔·蘇恩·德特洛夫·伯格斯特龍（瑞典語：Karl Sune Detlof Bergström，1916年1月10日—2004年8月15日），瑞典生物化學家。他與他的兒子斯万特·佩博都曾獲得諾貝爾生理學與醫學獎。

## 生平
於1975年成為諾貝爾基金會的主席。並於同年與本特·薩穆埃爾松共同獲得哥倫比亞大學的路易莎·格羅斯·霍維茨獎。1982年，由於對前列腺素的研究，再與薩米爾松以及約翰·范恩共同獲得諾貝爾生理學與醫學獎。
此外，他也是演化遺傳學家施温提·柏保（2022年諾貝爾生理學與醫學獎得主）以及實業家的父親。

## 外部連結
- The Official Site of Louisa Gross Horwitz Prize（页面存档备份，存于）